# Qualificazioni al campionato mondiale di calcio 2010 - AFC - Terza fase, gruppo 5

## Classifica
| Squadra             | G | V | N | P | F | S  | DR | PT |
| ------------------- | - | - | - | - | - | -- | -- | -- |
| Iran                | 6 | 3 | 3 | 0 | 7 | 2  | +5 | 12 |
| Emirati Arabi Uniti | 6 | 2 | 2 | 2 | 7 | 7  | 0  | 8  |
| Siria               | 6 | 2 | 2 | 2 | 7 | 8  | -1 | 8  |
| Kuwait              | 6 | 1 | 1 | 4 | 8 | 12 | -4 | 4  |

## Risultati
| Arbitro: | Ravshan Irmatov |

|                          |           |  |
| Al Shehhi 14’ Khalil 53’ | Marcatori |  |

| Teheran 6 febbraio 2008, ore 15:00 UTC+3:30 | Iran               | 0 – 0 referto | Siria | Azadi Stadium (45.000 spett.)\| Arbitro: \| Abdul Malik Bashir \| |
| Arbitro:                                    | Abdul Malik Bashir |               |       |                                                                   |

| Arbitro: | Sun Baojie |

|           |           |           |
| Chaabo 3’ | Marcatori | 54’ Matar |

| Arbitro: | Matthew Breeze |

|                            |           |                       |
| Al Azemi 39’ Alrashidi 82’ | Marcatori | 2’ Vahedi 5’ Hosseini |

| Arbitro: | Salem Mujghef |

|                |           |  |
| Alhoussain 52’ | Marcatori |  |

| Teheran 2 giugno 2008, ore 19:00 UTC+4:30 | Iran         | 0 – 0 referto | Emirati Arabi Uniti | Azadi Stadium (50.000 spett.)\| Arbitro: \| Lee Gi-Young \| |
| Arbitro:                                  | Lee Gi-Young |               |                     |                                                             |

| Arbitro: | Yūichi Nishimura |

|  |           |          |
|  | Marcatori | 7’ Zandi |

| Arbitro: | Abdullah Al Hilali |

|                               |           |                    |
| Al Azemi 2’ 19’ 63’ Jumah 58’ | Marcatori | 9’ 45+1’ Al Khatin |

| Arbitro: | Satop Tongkhan |

|  |           |                        |
|  | Marcatori | 65’ Rezaei 93’ Khalili |

| Arbitro: | Subkhiddin Mohd Salleh |

|                  |           |                                  |
| Al Azemi 52’ 77’ | Marcatori | 23’ 39’ Matar 90+1’ Saif Mohamed |

| Arbitro: | Mark Shield |

|                  |           |                                               |
| Matar 83’ (rig.) | Marcatori | 34’ 51’ Jehad Alhoussain 90+3’ Sanharib Malki |

| Arbitro: | Sun Baojie |

|                           |           |  |
| Nekounam 16’ Rezaei 90+2’ | Marcatori |  |